# Bahnhof Tommerup
Der Bahnhof Tommerup ist ein dänischer Bahnhof an der Bahnstrecke København–Fredericia (Den fynske hovedbane) zwischen Odense und Fredericia. Er liegt in Tommerup Stationsby in der Assens Kommune, Region Syddanmark.

## Geschichte
Der Bahnhof Tommerup wurde von der De danske Statsbaner i Jylland og Fyn gebaut und am 7. September 1865 eingeweiht. Er war ein Bahnhof 4. Klasse. Zur Versorgung der Dampflokomotiven wurde ein Wasserturm errichtet und ein zweiständiger Lokschuppen gebaut. Dazu kam ein Güterschuppen, über den im Betriebsjahr 1866–1867 18.000 Tonnen Fracht abgefertigt wurden.
Das erste Bahnhofsgebäude aus dem Jahr 1865 wurde 1883 im Rahmen der Eröffnung der Nebenstrecke nach Assens nach Plänen des Architekten Thomas Arboe durch ein neues Gebäude ersetzt, welches 1992 unter Denkmalschutz gestellt wurde.
Das alte Gebäude wurde zur Personalunterkunft. Es wurde 1981 vom Bauamt der DSB als erhaltenswert beurteilt. Bei einer späteren Begutachtung 1988/1990 entfiel diese Einstufung, kurz darauf wurde es abgerissen.
Im neuen Gebäude lag im Westen der Warteraum 2. Klasse, im Osten der Warteraum 3. Klasse und das Bahnhofsrestaurant. Im mittleren Teil befanden sich die Gepäckabfertigung, die Post, das Bahnhofsbüro und eine Eingangshalle. Im ersten Stock wohnten der Bahnhofsvorsteher sowie die Bediensteten der Bahn und der Post.
Von 1884 bis 1966 war der Bahnhof Tommerup die Endstation der Bahnstrecke Assens–Tommerup (Assensbane), die vom Bahnhof Tommerup nach Assens führte. Am Bahnhof Tommerup können Schienenfahrräder für die Befahrung der stillgelegten Strecke gemietet werden. Assens Kommune hat im März 2025 die 1984 stillgelegte Bahnstrecke von Banedanmark kostenlos übernommen, um diese in ein touristisches Konzept einzubringen.
Der Güterschuppen wurde abgerissen, weitere Abstell- und Überholungsgleise entfernt. Das Bahnhofsgebäude wird nicht mehr für dienstliche Zwecke benutzt.

## Betrieb
Der Bahnhof wird von Regionalzügen bedient, die in Richtung Odense den Hausbahnsteig mit Gleis 1 benutzen. Der zweite Bahnsteig ist über eine Gitterbrücke erreichbar, von wo aus am Gleis 3 die Züge nach Fredericia verkehren. Gleis 2 dient als Überhol- oder Kreuzungsgleis.

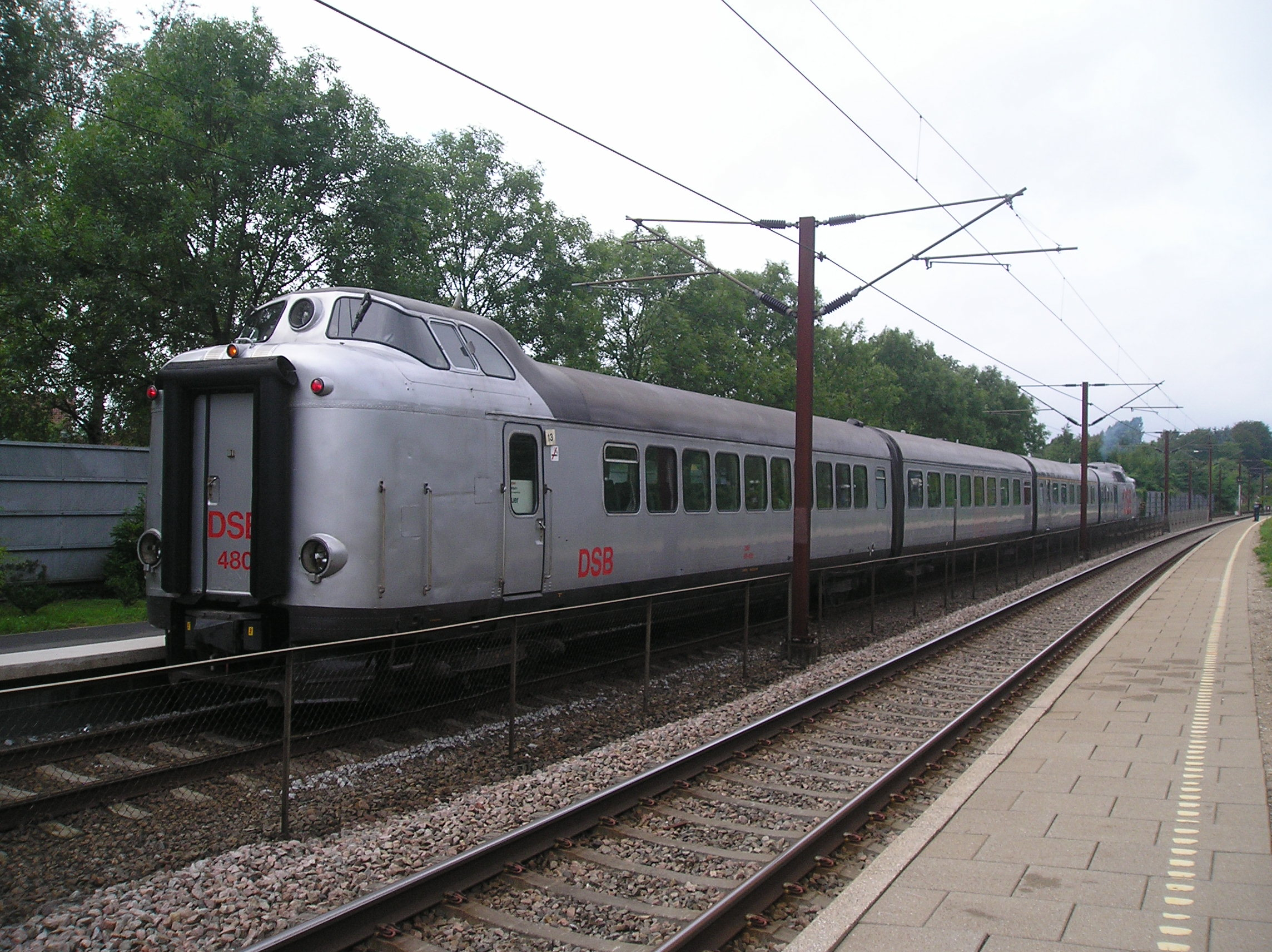
Sonderzug mit Steuerwagen BS 480

## Eisenbahnunfälle

### Der Eisenbahnunfall von 1946
Am 21. Oktober 1946 stieß ein Güterzug mit der führenden H 795 auf einen im Bahnhof stehenden Güterwagen und durchbrach die Mauer des Warteraumes des Bahnhofsgebäudes. Drei Menschen starben und vier wurden verletzt. Der im gleichen Jahr hergestellte Dokumentarfilm Togkatastrofen ved Tommerup Station enthält Aufnahmen vom Unfallort.

### Der Eisenbahnunfall von 2004
Am Morgen des 21. Februar 2004 um 7:35 Uhr entgleiste der letzte Wagen des InterCity IC 108 nach Kopenhagen mit einer Geschwindigkeit von 160 km/h an der Bahnhofseinfahrt. Ursache war ein Materialfehler, der zu einem Schienenbruch führte. Von den 75 Fahrgästen wurde niemand verletzt.

## Museumsbetrieb
Das dänische Eisenbahnmuseum nutzt die Strecke zwischen Odense und Tommerup öfter für Sonderzüge, da der Bahnhof über ein Überholgleis verfügt, um Lokomotiven umzusetzen.